# John Lone

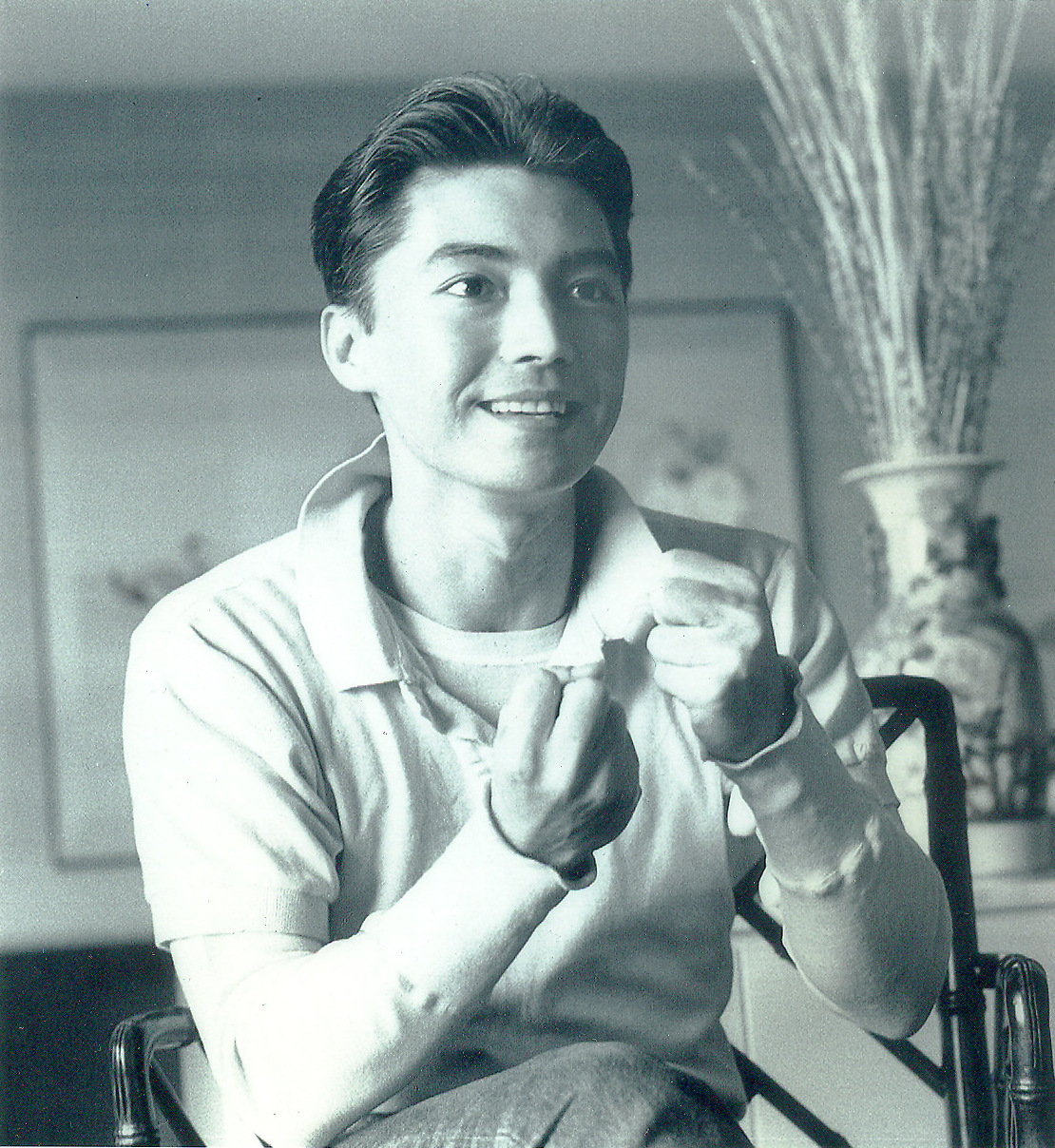
John Lone, 1984.

John Lone, född 13 oktober 1952 i Hongkong, är en amerikansk skådespelare.

## Filmografi i urval
- 1987 – Den siste kejsaren
- 1989 – Echoes of Paradise
- 1994 – The Shadow